# AB Drobė
AB Drobė war das größte Wolle-Gewebe produzierende Unternehmen in Litauen, Sitz war Kaunas. Das Unternehmen beschäftigte bis zu 3.900 Mitarbeiter (1976). In Sowjetlitauen hatte es einige Fabriken: Kauno vilnonių audinių fabrikas („Drobė“), Kauno audimo ir taurinimo fabrikas („Lima“), Viečiūnų verpimo fabrikas (bei Varėna) und Šilutės audimo fabrikas.

## Geschichte
1920 gründeten Unternehmer litauischer Herkunft aus New York City das Unternehmen “Drobės audimo ir prekybos įmonė”. 1922 wurde die Gewebefabrik „Drobė“, 1937 die Textilfabrik „Lima“, 1963 eine Zeche von „Drobė“ (ab 1975 zur Fabrik reorganisiert) in Viečiūnai (in der Rajongemeinde Varėna) und 1974 die Gewebefabrik Šilutė gegründet. 1975 produzierte man 5,6 Mio. Meter Gewebe und 771,7 Mio. Tonnen Garn im Wert von 164,9 Mio. Rubel. Man exportierte nach Sowjetunion.
Nach der Privatisierung gehörte das Unternehmen Akcinė bendrovė „Drobė“ Privatpersonen. 2005 erreichte man einen Umsatz von 72 Mio. Litas (21 Mio. Euro). 5 % (200.000 Meter Gewebe) der jährlichen Gesamtleistung (3,5 Millionen Gewebe) produzierte man für “Hugo Boss”; andere für “Giorgio Armani”, “Calvin Klein”, “Versace”, “Christian Dior” und andere. 2006 gab es  850 Mitarbeiter. 2008 wurde AB „Drobė“ insolvent.

## Drobė LT
Am 14. Juli 2008 wurde UAB „Ruslana“ (Direktorin Dana Vitkienė) errichtet. September 2008 wurde UAB „Ruslana“ zu UAB „Drobė LT“. Es beschäftigte 400 ehemalige Mitarbeiter des insolventen AB „Drobė“. Der Hauptaktionär stammte aus Russland. Die Produktion  wurde überwiegend exportiert. 2009 verlor der russische Investor das Interesse an der weiteren Finanzierung des Unternehmens. Es kam zur Einreichung einer Bankrotterklärung. Am 11. Februar 2010 wurde das Unternehmen insolvent. Am 9. Mai 2012 wurde das Insolvenzverfahren im Bezirksgericht Kaunas abgeschlossen. Im März 2010 wurden die restlichen 102 Mitarbeiter von UAB „Drobė LT“ entlastet. Am 13. März 2013 wurde UAB „Drobė LT“ wegen der Liquidation aufgelöst.

## Drobė Co
Das neu gegründete Unternehmen UAB „Tekstilės era“ kaufte das Warenzeichen „Drobė“ nach der Insolvenz von der AB „Drobė“ und benutzte es weiter. Am 10. Dezember 2009 wurde UAB „Tekstilės era“ zu UAB „Drobė Co“ (Direktor Vidas Vilkauskas). 2010 erreichte es einen Umsatz von 5,5 Mio. Litas (1,5 Mio. Euro). Es produziert die Woll-, Halbwollgewebe und die Schul-Uniformen. Der Hauptmarkt ist im Ausland. 95 % der Produktion wird nach Skandinavien, Deutschland, Österreich und Italien exportiert. 2011 hatte UAB „Drobė Co“ 30 Mitarbeiter (2014: 17 Mitarbeiter).